# Yuhbae
Yuhbae là một chi bướm ngày thuộc họ Lycaenidae.